# Tăng Khánh Hồng
Tăng Khánh Hồng (giản thể: 曾庆红, Phồn thể 曾慶紅), sinh ngày 30 tháng 7 năm 1939) là một chính trị gia Trung Quốc đã nghỉ hưu. Ông nguyên là Ủy viên Ban Thường vụ Bộ Chính trị Đảng Cộng sản Trung Quốc, hội đồng lãnh đạo cao nhất của Trung Quốc, thành viên cao cấp của Ban Bí thư Trung ương từ năm 2002 đến 2007. Ông từng giữ chức vụ Phó Chủ tịch nước Cộng hòa Nhân dân Trung Hoa thứ tám từ năm 2003 đến 2008.

## Tiểu sử
Tăng Khánh Hồng sinh tháng 7 năm 1939, quê ở Cát An tỉnh Giang Tây, gia nhập Đảng cộng sản Trung Quốc tháng 4 năm 1960, tham gia công tác tháng 7 năm 1963, tốt nghiệp khoa điều khiển tự động Học viện công nghiệp Bắc Kinh, ông là Công trình sư. Ông từng đảm nhiệm phó bí thư thành ủy thành phố Thượng Hải, chủ nhiệm văn phòng trung ương Đảng cộng sản Trung Quốc.
Trong suốt thập niên 90, Tăng Khánh Hồng là đồng minh thân cận của Tổng bí thư Giang Trạch Dân, và là công cụ củng cố quyền lực của Giang. Trong nhiều năm, Tăng nắm quyền lực chính đằng sau tổ chức và nhân sự của đảng. Trong suốt những năm ở trong Ban thường trực, mặc dù ông chỉ đứng thứ 5, nhưng ông được xem như "nhà môi giới uy quyền" trong đảng, tức là chỉ đứng thứ 2 sau lãnh đạo tối cao Hồ Cẩm Đào. Ban đầu ông được xem là đối thủ của tổng thư bí thư Hồ Cẩm Đào, Tăng buộc phải thể hiện làm việc với người bảo hộ cũ là giang khi ông ta đã về hưu. Tăng Khánh Hồng trở về sống cuộc sống bình thường vào năm 2008.

## Thời niên thiếu
Tăng Khánh Hồng sinh ra tại Khách gia, huyện Cát An, tỉnh Giang Tây vào tháng 7 năm 1939. Cha là Tăng Sơn, là Bộ trưởng Bộ nội vụ và là một nhà cách mạng, người bị ghi là Hán gian vì thông đồng với Nhật Bản. Tăng Khánh Hồng tốt nghiệp trường trung học 101 Bắc Kinh và khoa Điều khiển tự động hóa ở Học viện Công nghệ Bắc Kinh. Cũng giống như 8 thành viên khác của Ủy ban Thường vụ lần thứ 16 của Bộ chính trị Đảng Cộng sản Trung Quốc, Tăng là một kỹ sư, một chuyên gia về hệ thống điểu khiển tự động. Ông gia nhập Đảng Cộng sản Trung Quốc (CCP) vào tháng 4 năm 1960. Ông Tăng thuộc nhóm thành viên ưu tú của Đảng Cộng sản, thường được gọi là Thái Tử Đảng, con em gia đình lão thành cách mạng.
Trong những năm đầu sự nghiệp, Tăng giành được vị trí kỹ thuật viên trong ngành quốc phòng quân sự ở Bắc Kinh. Sau đó, ông bị cử xuống làm lao động phổ thông cho Quân đội Giải phóng Nhân dân ở tỉnh Hồ Nam và Quảng đông trong suốt thời kỳ Đại cách mạng Văn hóa. Trong thời kỳ đổi mới những năm 1979, ông Tăng tham gia vào Ủy ban Cải cách và Phát triển Quốc gia và đã được đề bạt làm các chức vị quản lý, bao gồm vị trí liên lạc viên với người nước ngoài cho Tổng công ty Dầu khí Quốc gia Trung Quốc.

## Sự nghiệp thăng tiến
Vào năm 1984, ông Tăng được chuyển lên Chính quyền Thành phố Thượng Hải. Tại đây, ông trở thành một đồng minh quan trọng của thị trưởng Giang Trạch Dân. Khi Giang được đề bạt làm lãnh đạo đất nước ở Bắc Kinh nhờ Cuộc đàn áp trên quảng trường Thiên An Môn năm 1989, ông cũng kéo Tăng lên theo và làm việc như một cố vấn viên tin cậy.
Khi ông Giang giữ chức Phó chủ tịch Ủy ban trung ương Đảng Cộng sản Trung Quốc từ năm 1989 đến năm 1993. ông cố vấn cho Giang những việc chính trị từ bên ngoài cho tới bên trong đất nước, thông qua các hoạt động trong nội bộ đảng, quân đội và cơ cấu hành chính ở Bắc Kinh. Ông tư vấn cách thức suy nghĩ và lãnh đạo cho Giang. Cùng với việc mở rộng phe cánh, ông trở thành cánh tay phải cho Giang. Từ những năm 1990, nhằm tăng cường việc kiểm soát đảng, ông tìm cách thâu tóm các cơ quan chuyên bổ nhiệm các cán bộ vào những vị trí trọng yếu.
Là người đứng đầu Ban tổ chức Trung ương Đảng Cộng sản Trung Quốc từ năm 1999-2002, ông củng cố vị trí cho Giang bằng cách đưa phe cánh vào các vị trí lãnh đạo quan trọng. Ngoài ra, ông còn hướng dẫn để giúp Giang hoàn thiện triết lý chính trị, được gọi là thuyết Ba đại diện.
Willy Lam, một nhà phân tích chính trị lâu năm, miêu tả Tăng là "bản sao và tay sai đắc lực" của Giang. Ông cũng rất thân thiết với cựu thành viên Bộ chính trị thất thế, Bạc Hy Lai và cựu trùm an ninh Chu Vĩnh Khang.
Đỉnh cao quyền lực của Tăng Khánh Hồng khi ông là thành viên Ủy ban thường vụ Bộ Chính trị, là người thân tín và là cánh tay phải của nguyên chủ tịch Trung Quốc giang Trạch Dân (người lãnh đạo ĐCSTQ từ năm 1989-2002). Sau này, Giang "ở lại" thêm 2 năm nữa trong khi vẫn nắm quyền chỉ huy quân đội.